# Synagris versicolor
Synagris versicolor är en stekelart som beskrevs av Schulthess 1914. Synagris versicolor ingår i släktet Synagris och familjen Eumenidae. Utöver nominatformen finns också underarten S. v. meadewaldoi.